# Enispa bilineata
Enispa bilineata là một loài bướm đêm trong họ Noctuidae.